# William Bonin
Pour les articles homonymes, voir Bonin.
William George Bonin, né le 8 janvier 1947 à Willimantic dans l'État du Connecticut et exécuté le 23 février 1996 dans la prison d'État de San Quentin en Californie, est un tueur en série américain. Comme Randy Kraft et Patrick Kearney, il est surnommé le « tueur de l'autoroute ».

## Biographie
William George Bonin naît à Willimantic dans le Connecticut en janvier 1947. Son père Robert et sa mère Alice Bonin ont eu quatre enfants. Ils sont alcooliques et son père bat sa femme et ses enfants, en plus d'être un joueur compulsif. En 1953, il est placé dans un orphelinat par sa mère pour éviter la violence du père. Il est violé à de nombreuses reprises par des camarades plus âgés. En 1957, il sort de l'orphelinat mais il est arrêté peu après pour vol de plaques d'immatriculation et est envoyé dans un centre de détention pour mineurs. Quelque temps plus tard, son père meurt d'une 
 cirrhose. En 1965, il s'engage dans l'United States Air Force et sert durant cinq mois en 1968 au Viêt Nam durant la guerre du Viêt Nam comme mitrailleur d'hélicoptère. À deux reprises il commet des actes indécents avec des soldats sous la menace et doit quitter le service armé. En 1969, il est condamné pour abus sexuels sur un mineur. En septembre 1975, il viole David McVivker, un adolescent de quatorze ans mais finit par le ramener chez lui sain et sauf. L'adolescent porte plainte et Bonin est condamné à quinze ans de prison avant d'être libéré en 1978.
À sa sortie de prison, il achète une camionnette Ford E-Series et débute ses assassinats. Il s'attaque principalement à des adolescents qui font de l'auto-stop, à qui il inflige des actes de torture avant de les tuer. La même année il rencontre James Munro, un jeune vagabond à Hollywood, qui va devenir son amant et avec qui il va partager sa vie. Munro va aussi être complice de certains crimes et actes de sadisme de Bonin.      
Il est arrêté le 2 juin 1980. Son compagnon James Munro est arrêté en même temps, ainsi qu'un autre complice, Vernon Butts, qui se suicide quelques mois plus tard dans sa cellule. Bonin reste incarcéré durant quatorze ans à la prison d'État de San Quentin. Le 23 février 1996, il est exécuté par injection létale dans la chambre à gaz de cette même prison. Il avait 49 ans. Munro ne fut libérable qu'en 2019.
Après la crémation, les cendres de Bonin sont dispersées dans l'Océan Pacifique.